# Compendiu
Un compendiu este o lucrare științifică, de obicei destul de vastă, care cuprinde informații despre o arie bine delimitată a cunoașterii. Compendiile se referă în mod obișnuit doar la una din ramurile unei științe mai vaste, iar conținutul lor este în același timp concis și destul de cuprinzător pentru a oferi o imagine de ansamblu. 
Din ce în ce mai des termenul de compendiu tinde să fie înlocuit cu tratat. Însă, spre deosebire de tratat, compendiul nu își propune să epuizeze subiectul, nici să fie original, uneori el doar sintetizând și întegrând mai multe lucrări anterioare.
Originea termenului vine din limba latină, unde compendere înseamnă a cântări împreună.